# Heinz Liljedahl
Heinz George Liljedahl, född 16 juni 1965, är en svensk musiker.
Liljedahl var en av originalmedlemmarna i Ratata och Heinz & Young. Han har också spelat i grupperna Lustans Lakejer och Mockba Music. Han samarbetade med Olle Ljungström på dennes sex första soloskivor 1993–2002.
Heinz Liljedahl är gift med sångerskan Caroline af Ugglas. Tillsammans med henne leder han kören Kör för alla,  som har en pop/rock-inriktning och där alla får vara med. Liljedahl skrev musiken till låten Snälla snälla, som var med i Melodifestivalen 2009 och framfördes av af Ugglas under tävlingen. Till Melodifestivalen 2013 skrev makarna tillsammans bidraget Hon har inte, som också framfördes av henne.

### Fotnoter
1. ↑  ”Heinz George Liljedahl”. Birthday.se. http://www.birthday.se/person/5288d9b8-bd65-aaea-d737-fe30a637abaf. Läst 28 juli 2013.
2. 1 2  ”Hon har inte – Låtskrivarna”. SVT.se. 11 januari 2013. Arkiverad från originalet den 17 april 2016. https://web.archive.org/web/20160417020453/http://www.svt.se/melodifestivalen/artister/2013/caroline-af-ugglas/hon-har-inte-latskrivaren. Läst 29 juli 2013.
3. ↑  ”Därför kan jag lära alla sjunga!”. Fonstret.se. http://www.fonstret.se/Artikelarkivet/Intervju/Caroline-af-Ugglas/. Läst 29 juli 2013.